# Ekurhuleni Open
Het Ekurhuleni Open is een golfkampioenschap voor amateurs. Het wordt georganiseerd door de Ekurhuleni Golf Union, de voormalige Western Gauteng Golf Union, in het Zuid-Afrikaanse Benoni. Het toernooi telt mee voor de World Amateur Golf Ranking. De winnaar van 2011 kreeg 54 punten.
De archieven gaan terug naar 1949. In 1988 werd het toernooi te groot zodat er voortaan een kwalificatie aan voorafging. 

## Winnaars
| - 1949: Jimmy Boyd (283) - 1950: E Irwin - 1951: Jimmy Boyd - 1952: Jimmy Boyd - 1953: Reg Taylor - 1954: Denis Hutchinson - 1955: Reg Taylor - 1956: Denis Hutchinson - 1957: A Walker - 1958: Denis Hutchinson en Bobby Verwey - 1959: A Stewart - 1960: ? Eastern Transvaal Golf Association - 1961: ? - 1962: Barry Franklin - 1963: Barry Franklin - 1964: Barry Franklin - 1965: ? - 1966: Bobby Cole - 1967: Hugh Baiocchi en Neville Sundelson - 1968: W Berry - 1969: Dale Hayes - 1970: K Suddards | - 1971: J Murray - 1972: Andries Oosthuizen - 1973: J Murray - 1974: C Heyneman - 1975: D Stratton - 1976: ? - 1977: R Stewart po - 1978: Gavin Levenson po - 1979: E Groenewald - 1980: E Groenewald - 1981: D James - 1982: Wilhelm Winsnes - 1983: Wilhelm Winsnes - 1984: Neville Clarke - 1985: Justin Hobday - 1986: P Jonas - 1987: Ernie Els po - 1988: Ian Hutchings - 1989: Ernie Els - 1990: D Stratton - 1991: Nic Henning - 1992: M Scholtz - 1993: D Kinnear | - 1994: V. Groenewald - 1995: Martin Maritz - 1996: Martin Maritz - 1997: F Viljoen Eastern Gauteng Golf Union - 1998: J Olver - 1999: J Van der Merwe - 2000: D Lambert - 2001: E Bond - 2002: Albert Kruger met -30 (record) - 2003: Jaco Ahlers Ekurhuleni Golf Union - 2004: N Beggs - 2005: Neil Schietekat - 2006: Attie Schwartzel - 2007: Attie Schwartzel - 2008: C Bester - 2009: D Van Tonder - 2010: T Ryan - 2011: Branden Stone (-10) |